# Nahý oběd
Nahý oběd (v anglickém originále Naked Lunch) je román amerického spisovatele Williama S. Burroughse, který původně vyšel ve Francii v roce 1959 (vydalo jej nakladatelství Olympia Press). Ve Spojených státech amerických knihu vydalo nakladatelství Grove Press až v roce 1962. V Česku jej v roce 2003 vydalo v překladu Josefa Rauvolfa nakladatelství Maťa. V roce 1991 byl podle románu režisérem Davidem Cronenbergem natočen stejnojmenný film.
Hlavní postavou knihy je uživatel a dealer drog William Lee. Po vydání ve Spojených státech amerických byl autor zažalován za obscénnost díla; u soudu knihu obhajovali například další spisovatelé, básník Allen Ginsberg a romanopisec Norman Mailer. Po sedmi letech byl soud ukončen a Burroughs jej vyhrál.